# Takashima Hiromasa
Hiromasa Takashima (sinh ngày 17 tháng 4 năm 1980) là một cầu thủ bóng đá người Nhật Bản.

## Sự nghiệp câu lạc bộ
Hiromasa Takashima đã từng chơi cho Kyoto Purple Sanga.